# Il mio angolo di paradiso
Il mio angolo di paradiso (A Little Bit of Heaven) è un film del 2011 diretto da Nicole Kassell.
I protagonisti della pellicola sono Kate Hudson, Gael García Bernal, Kathy Bates e Whoopi Goldberg.

## Trama
Marley Corbett, pubblicitaria di successo, è una donna indipendente che non riesce ad avere mai storie d'amore durature per sua scelta. 
Le cose cambiano quando scopre di avere un cancro al colon. La malattia le è diagnosticata dal giovane medico di origine ebraico-messicana Julian Goldstein, di cui Marley si innamora. Durante la colonscopia incontra Dio, con le sembianze di Whoopi Goldberg, il suo idolo, che le propone di esprimere tre desideri. 
Insieme a Julian, Marley vive felicemente il suo ultimo periodo di vita, scoprendo che il terzo desiderio che inizialmente non era riuscita ad esprimere, è l'amore del giovane medico.